# ناتالیا پاکولسکا
ناتالیا پاکولسکا (انگلیسی: Natalia Pakulska؛ زادهٔ ۲۷ نوامبر ۱۹۹۱) بازیکن فوتبال اهل لهستان است.
وی همچنین در تیم ملی فوتبال زنان لهستان بازی کرده‌است.